# Мезецкие
Мезе́цкие (они же Мещовские) ― угасший русский княжеский род.
Ветвь черниговских Рюриковичей, владевших в XIV—XVI веках небольшим удельным княжеством на Оке на земле нынешней Калужской области с центром в городе Мезецке (ныне Мещовск).
Род внесён в Бархатную книгу.

## Происхождение рода
Согласно родословным XVI века, от Юрия Михайловича, младшего сына черниговского князя Михаила Всеволодовича, который был князем Тарусским и Оболенским, происходят князья Тарусские, Барятинские, Мезецкие и Оболенские. Родоначальник Мезецких ― Всеволод Юрьевич Орехва, получивший в удел Мезецк. Его правнуки Андрей Шутиха и Дмитрий служили литовским князьям. Старший сын Андрея Александр стал родоначальником князей Барятинских. Между внуками Андрея Шутихи произошёл раскол (1492—1494): сыновья Романа Андреевича Семён и Михаил перешли на службу великому князю Московскому, а дети Петра Андреевича продолжали служить Литве.

## Известные представители рода
- Андрей Всеволодич по прозвищу Шутиха († 1443), сын тарусского князя Всеволода Юрьевича Орехвы, потомок Рюрика в XIV колене, получив удел от отца, стал родоначальником удельных мещовских (мезецких) князей. С первой половины XV и до конца XVI в. княжество было под властью Великого княжества Литовского.
- Михаил Романович, сын удельного мезецкого князя Романа Андреевича, находившийся под Литвой и перешедший (1492 году) к Ивану III, получив от великого князя московского право на Мезецк. Погиб († 1506) в Казанском походе вместе с сыном Андреем. Имел пятерых сыновей.
- Семён Романович, сын Романа Андреевича, брат Михаила Романовича, вместе с братом перешёл от литовцев на службу к московскому князю. В 1494 году, воевода Передового полка в сражении с литовцами под Великими Луками. В 1501 году был наместником в Новгороде, в 1512 году находился на Угре при боярине Д. В. Патрикееве- Щене, затем командовал сторожевым полком. Имел пятерых сыновей.
- Елена Романовна, сестра Михаила Романовича и Семёна Романовича, жена брата Ивана III ― углицкого князя Андрея Васильевича Большого, умерла († 1483 году).
- Семён Михайлович, сын Михаила Романовича, в 1544 году воевода передового полка во Владимире, воевода и наместник в Смоленске (1576-1577). Дочь Феодосия вышла замуж за князя П.Б. Пожарского.
- Андрей Семёнович, сын Семёна Романовича, воевода полка в походах (1508 и 1513), убит в бою с татарами в Мещере.
- Василий Семёнович, сын Семёна Романовича, воевода различных полков, в 1534 году второй воевода в Путивле, был в составе московского посольства к крымскому хану в 1535 году. Участник осады Казани 1552 года. В 1553 году третий воевода в Свияжске. Имел троих сыновей.
- Пётр Семёнович, сын Семёна Романовича, командовал сторожевым полком, ходившим из Дрогобыча к Смоленску (1513).
- Фёдор Семёнович (в монашестве Феодосий), сын Семёна Романовича, в 1516 году командовал сторожевым полком, ходившим на Витебск, в 1519 году второй воевода в Мещере. С 1548 года третий воевода в Смоленске.
- Иван Семёнович Мезецкий-Семейка, сын Семёна Романовича, водил передовой полк в Тулу и Смоленск (1514), воевода сторожевого полка в Мещере (1517), далее в Коломне, Можайске. В 1547 году послан в Дрогобуж и Вязьму для выбора царской невесты. Участвовал в походе против крымского хана. Имел двоих сыновей и дочь, бывшую замужем за князем Ю.И. Шемякиным-Пронским.
- Михаил Васильевич, сын Василия Семёновича, командовал полком в Колыванском походе (1577), воевода и наместник в Стародубе (1578-1582). Имел двоих дочерей.
- Борис Иванович, старший сын князя Ивана Фёдоровича Мезецкого, воевода в Тетюшах, Архангельске, Астрахани, Яме и Чебоксарах.
- Даниил Иванович, внук Ивана Семёновича († 1628). Боярин (1617), воевода в различных полках, направляемых Василием Шуйским против И. Болотникова и Лжедмитрия II (1607-1610), окольничий (1610), в числе бояр, принимал решение о призвании польского короля Владислава IV на русский престол. Участвовал в посольствах князя В. В. Голицына и Филарета Романова к Сигизмунду III под Смоленск. Участвовал в Земском соборе 1613 года, подписал избирательную грамоту Михаила Федоровича Романова. В 1618 году защищал Москву от войск Владислава IV, воевода в Новгороде (1620-1622), начальник Пушкарского приказа (1627-1628). Незадолго до смерти постригся в монахи под именем Давида[3].
- Князь Мезецкий Григорий Васильевич - стольник (1627-1629).
- Князь Мезецкий Роман Михайлович - московский дворянин (1627-1636).
- Князь Мезецкий Андрей Дмитриевич - московский дворянин (1627-1640).
- Князь Мезецкий Никита Михайлович - московский дворянин (1627-1640).
- Князь Мезецкий Иван Фёдорович - воевода.
- Князь Мезецкий Фома Дмитриевич - стольник (1627-1640)[4][5].

В середине XVII в. род пресёкся, последний раз упоминается в 1645 году.